# 마이클 리처드슨
마이클 리처드슨(Michael Richardson, 1992년 3월 17일 ~ )은 잉글랜드의 축구 선수이며 포지션은 미드필더이다.